# 大不里士市集区
大不里士市巴扎（波斯語：‎，罗马化写作Bāzār-e Tabriz）是位于现今伊朗大不里士市中心位置的一处市集区域，由于历史传承久远，已被联合国教科文组织列入世界遗产名录。

## 历史
大不里士自古以来是东西文化交汇的地点，而大不里士的市集区亦是古代丝绸之路上重要的商业中心。自伊朗的伊斯兰化以及伊朗城市发展的早期阶段，大不里士的市集区一直存在于同一片历史区域内。威尼斯旅行家马可·波罗就曾提及这一市集区，他声称曾在丝绸之路的旅行中经过这里。
这个位于市中心区域的市集区由多个市场分区组成，例如贩售黄金和珠宝的埃米尔市场，贩售各种尺寸、样式地毯的莫萨法列市场（Mozzafarieh），鞋市场，以及其他各类商品充斥的其他市场。16世纪，大不里士这座城市及其市场迎来最繁荣兴盛的时期，当时的萨非王朝将都城定于此地。而当17世纪，王朝的首都搬离大不里士之后，市集区依旧保持了其商业中心与经济中心的重要地位。即便是现代化商场林立的今日，大不里士市集区仍被许多人视为城市乃至伊朗西北部地区重要的商业区。
在特殊的历史时期，市集区有着重要的政治意义，在20世纪初爆发的波斯立宪革命以及1979年的伊斯兰革命中，市集区都成为了大不里士的人们组织活动的场所。
2010年7月，大不里士市集区在第34届世界遗产大会上被审议通过，成为世界遗产项目。

## 文化习俗
市集区常常被用于举办一些重要的宗教仪式。其中最为著名的莫过于阿舒拉节，在节日期间商贾们会在为期约十天的日子里暂停生意，腾出空间供人们在市场中举办仪式。与中东其他地区的巴扎类似，大不里士市集区周边也有许多清真寺建筑，当中最主要的一座当属星期五清真寺。

## 修缮保护
2000年，伊朗文化遗产、手工艺和旅游组织开始展开对市集区的修缮项目，很多市集内的商店主深入地参与到了该项目当中。最终，保护和修复性工作获得了2013年的阿卡汗建筑奖。

## 照片

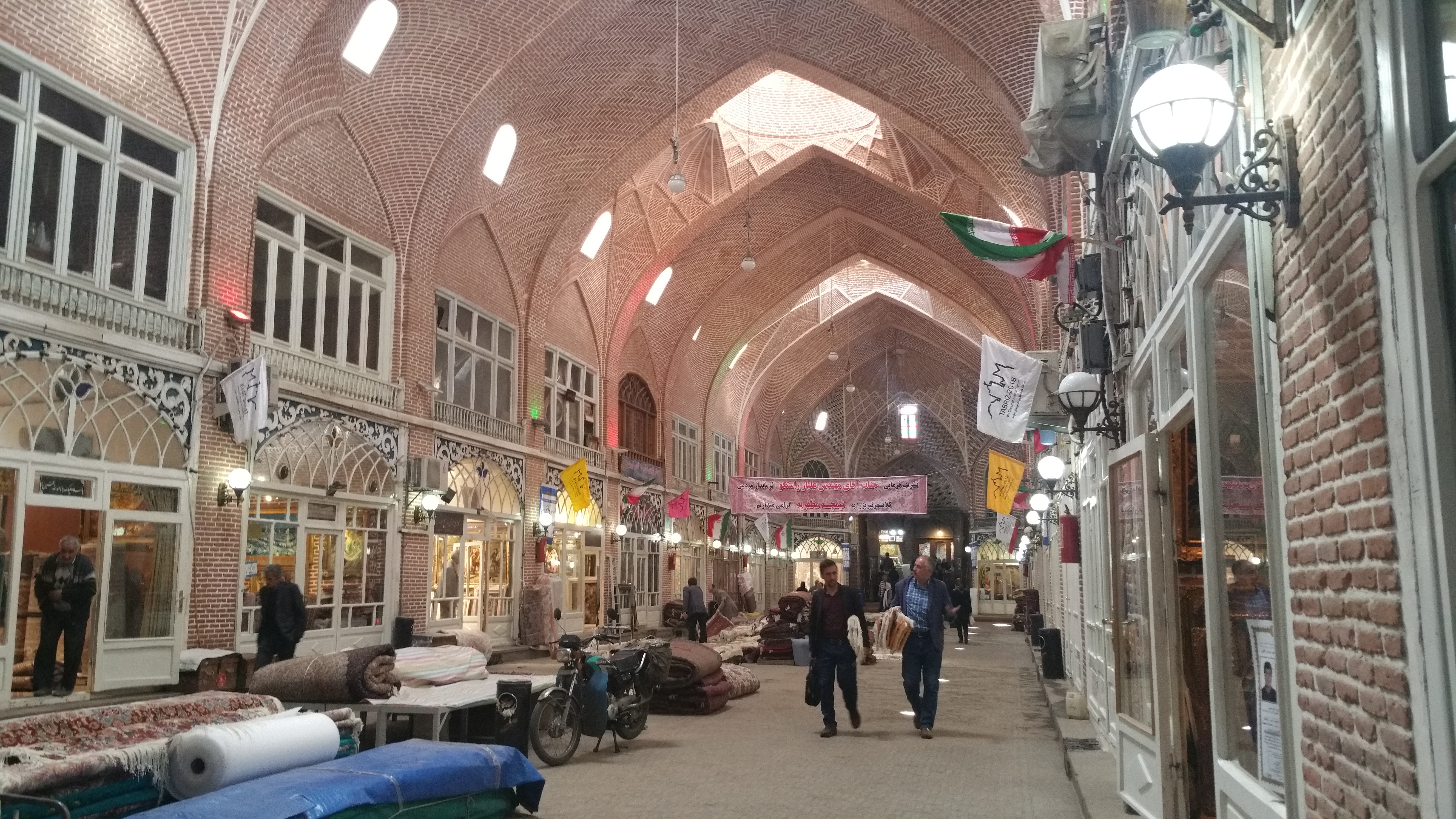
莫萨法列市场（Mozzafarieh），聚集着贩卖以手织机编织的地毯的商家。
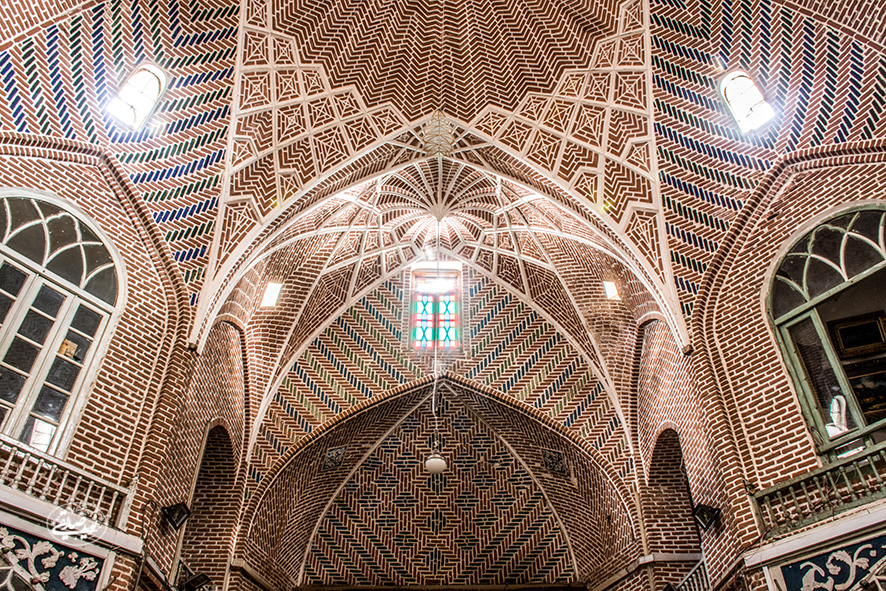
莫萨法列市场顶部的建筑样式。
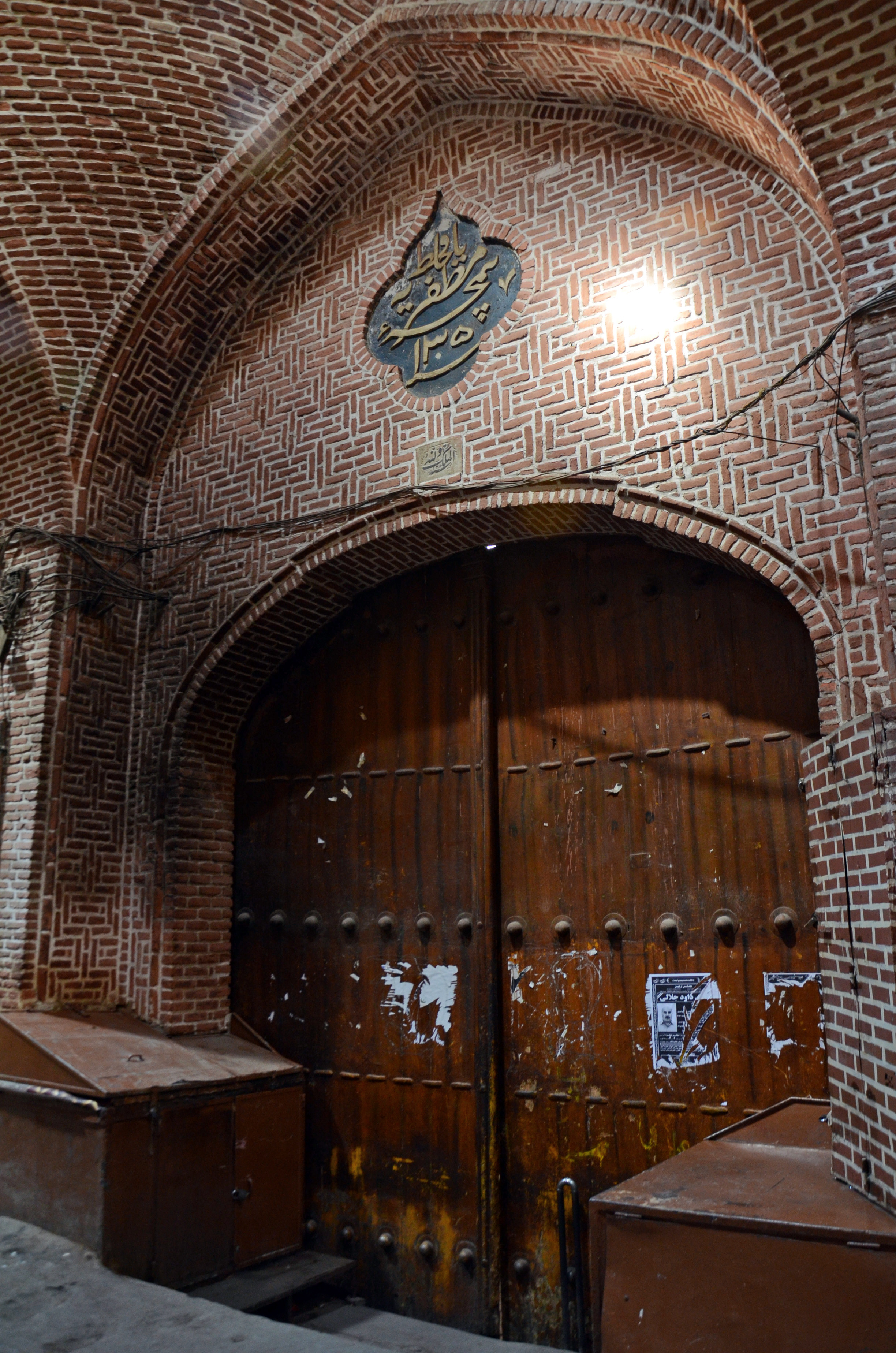
市集区内部一扇通向莫萨法列市场的入口大门。
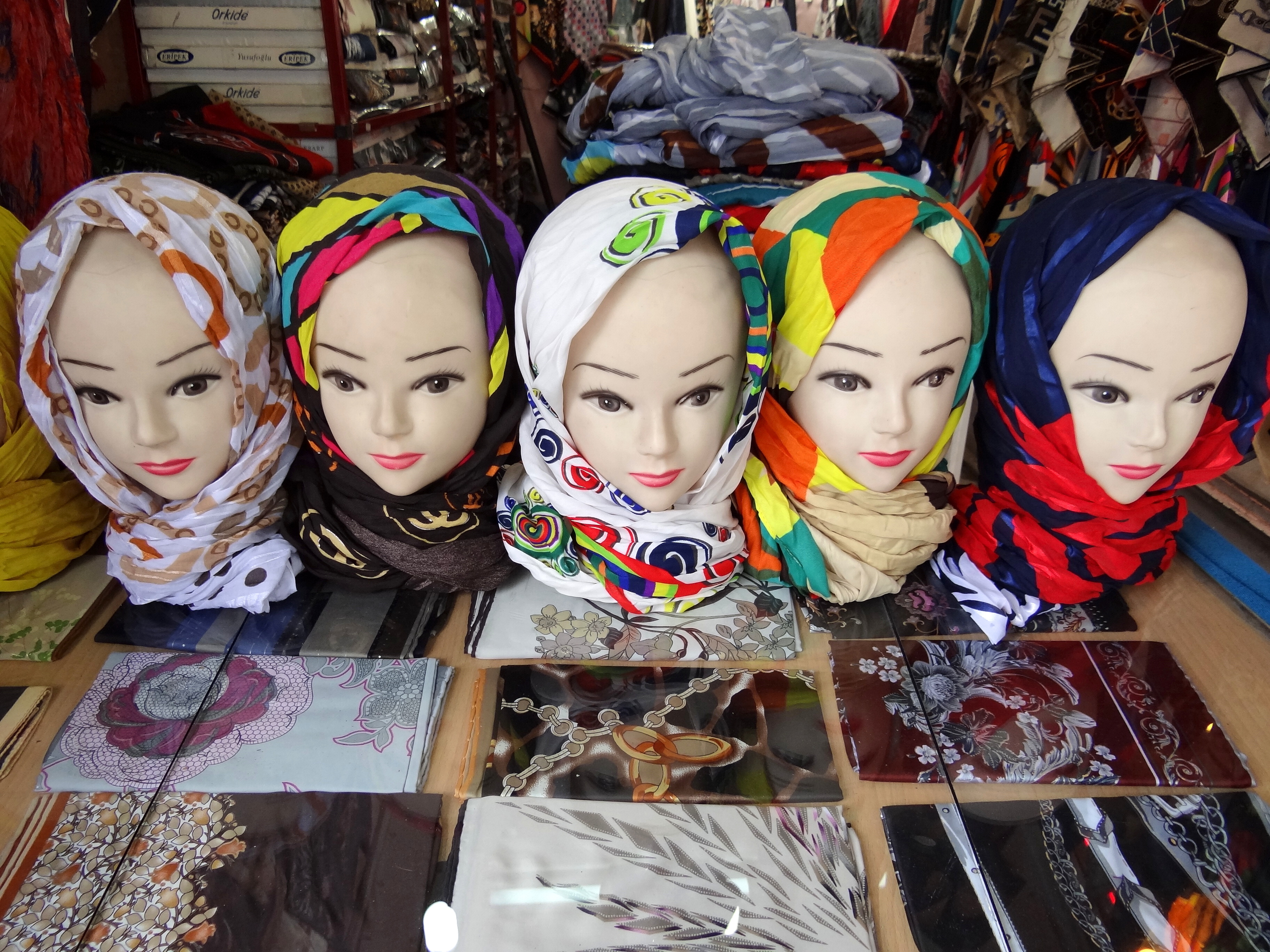
商店内展示着出售中的女式头巾。
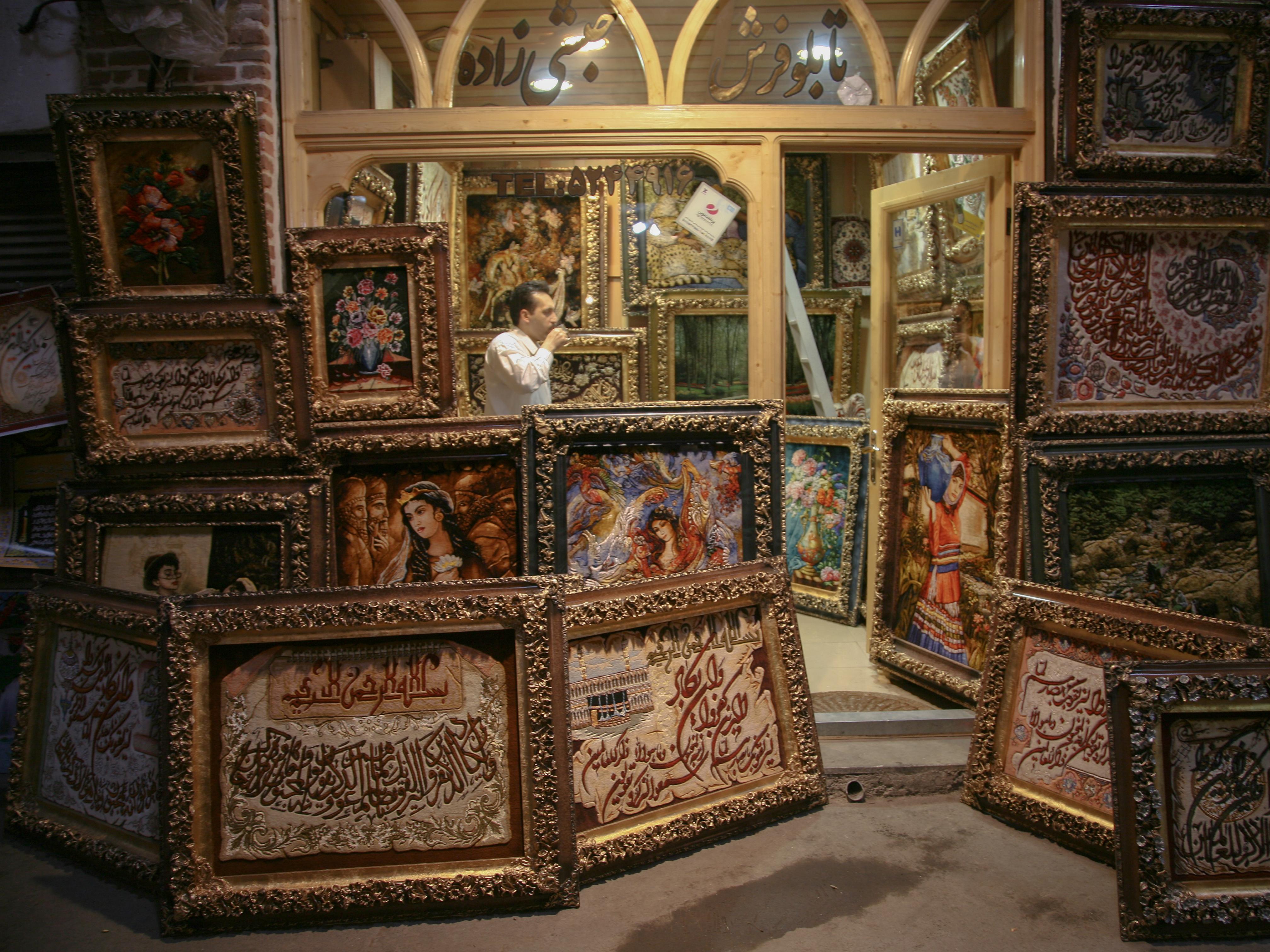
一家出售波斯地毯装裱画的商店。
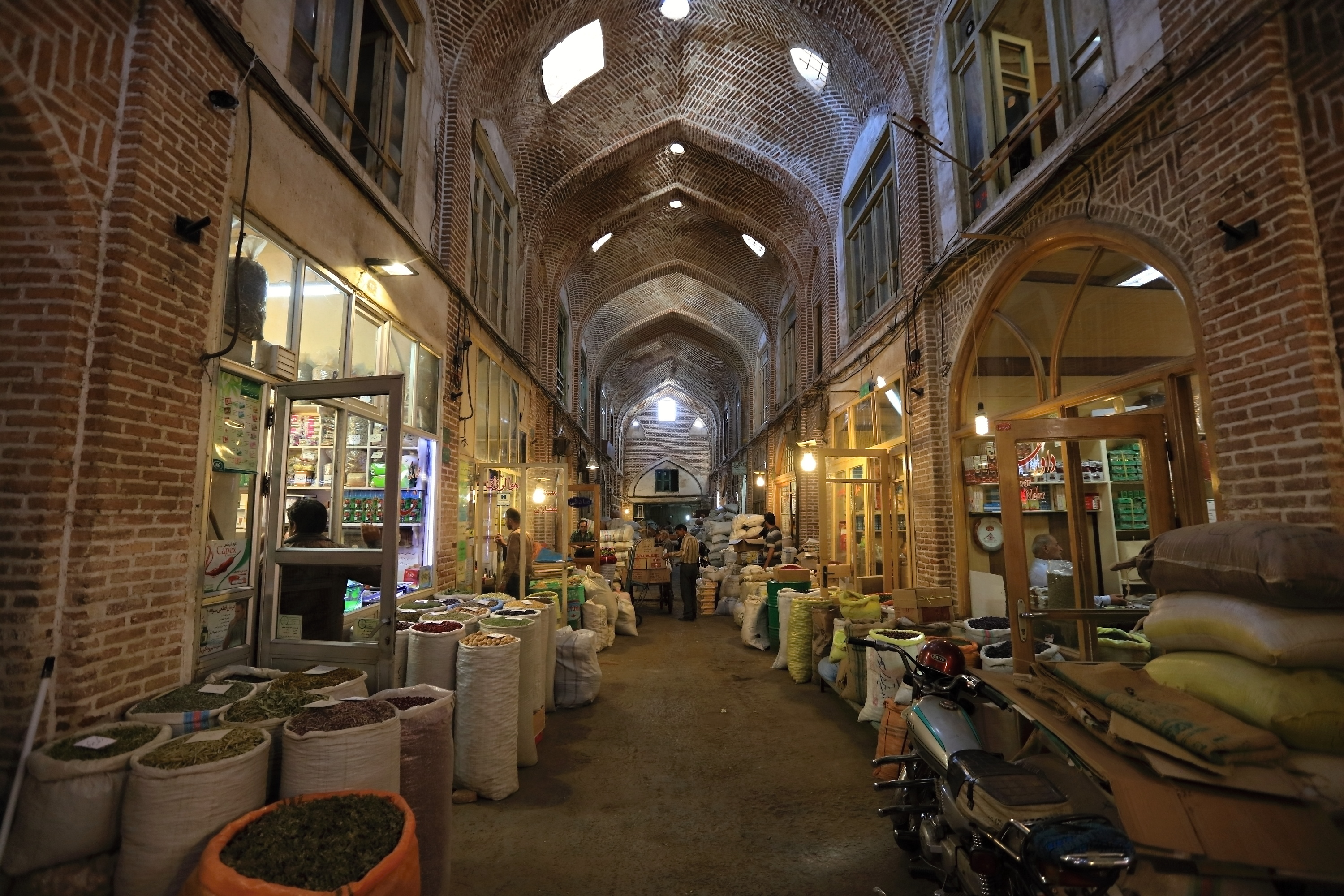
市集区内贩卖中的香料。

## 相关阅读
- Gregorian, Vartan (2003). The Road to Home: My Life and Times. New York: Simon & Schuster.
- Levinson, David; Christensen, Karen (2002). Encyclopedia of Modern Asia. New York: Scribner's.
- Swiętochowski, Thaddeus (1995). Russia and Azerbaijan: A Borderland in Transition. New York: Columbia University Press.
- Hosseini, Hamid-Rezā (2 August 2010). "وسیع ترین بازار ایران" （页面存档备份，存于）. Jadid Online. （波斯文）